# Scott Garrett

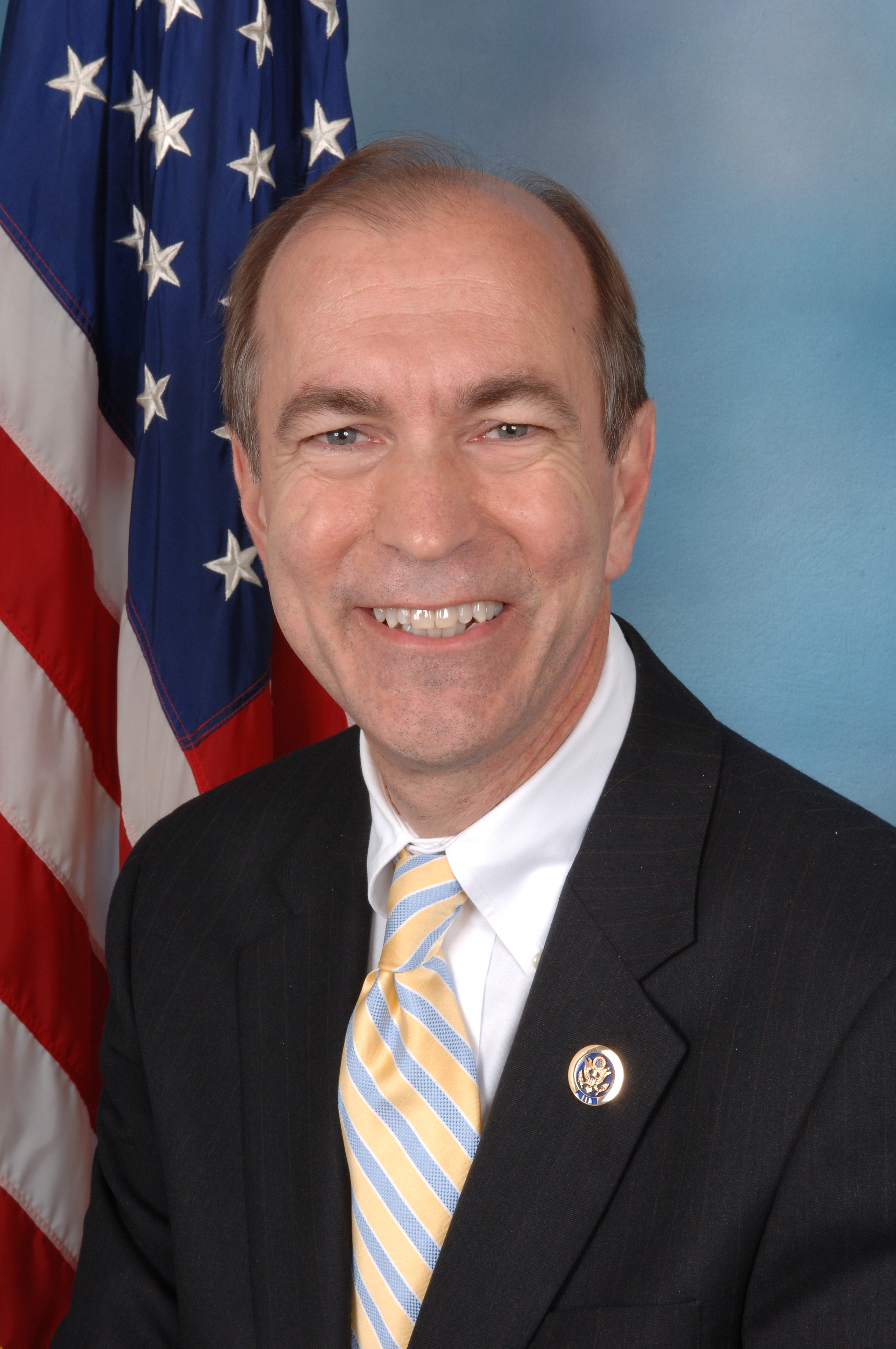
Scott Garrett

Ernest Scott Garrett (* 9. Juli 1959 in Englewood, New Jersey) ist ein US-amerikanischer Politiker. Von 2003 bis 2017 vertrat er den Bundesstaat New Jersey im US-Repräsentantenhaus.
Er wurde von Präsident Donald Trump für die Leitung der Export-Import Bank of the United States nominiert, jedoch im Dezember 2017 mit 13 zu 10 Stimmen des Bankenausschusses des US-Senats abgelehnt.

## Werdegang
Scott Garrett besuchte bis 1981 die Montclair State University und studierte anschließend Jura an der Law School der Rutgers University in Camden. Nach seinem Abschluss arbeitete er nach seiner Zulassung im Jahr 1984 als Rechtsanwalt. Gleichzeitig schlug er als Mitglied der Republikanischen Partei eine politische Laufbahn ein. Zwischen 1990 und 2002 gehörte er der New Jersey General Assembly an.
Bei der Wahl zum Repräsentantenhaus der Vereinigten Staaten 2002 wurde Garrett für den fünften Kongresswahlbezirk New Jerseys in das US-Repräsentantenhaus gewählt und trat am 3. Januar 2003 die Nachfolge von Marge Roukema an, der er in den parteiinternen Vorwahlen der Jahre 1998 und 2000 noch unterlegen war. Er war Mitglied im Haushaltsausschuss und im Finanzausschuss sowie in zwei Unterausschüssen. Dabei leitete er den Unterausschuss Subcommittee on Capital Markets and Government-Sponsored Enterprises.
Da er nach sechs Wiederwahlen bei der Wahl im November 2016 dem Demokraten Josh Gottheimer unterlag, schied er am 3. Januar 2017 aus dem Kongress aus. Im April 2017 nominierte ihn Präsident Trump als Präsidenten der Export-Import Bank of the United States, einer Institution, der beide bisher ablehnend gegenübergestanden hatten. Der Bestätigung durch den Senat blieb Garrett jedoch verwehrt.
Scott Garrett ist verheiratet und lebt in Wantage.

## Positionen
Garrett galt innerhalb seiner Partei als Konservativer. Er befürwortet das Unterrichten des Intelligent Design an Schulen neben der Evolutionstheorie.